# (90377) Sedna
Pour les articles homonymes, voir Sedna.
(90377) Sedna est un objet transneptunien du Système solaire d'un diamètre d'environ 1 000 kilomètres, ce qui en fait un candidat au statut de planète naine. En novembre 2013, sa distance au Soleil était d’environ 86,4 unités astronomiques (~12,9 milliards de kilomètres), près de trois fois celle de Neptune.  Cette position, cependant, est près de son périhélie ; son aphélie de 960 au (144 milliards de kilomètres) fait de Sedna, pendant la plus grande partie de son orbite, un des objets connus du Système solaire les plus lointains, après les comètes à longue période,.
Sedna fut découverte par Michael E. Brown, Chadwick Trujillo et David L. Rabinowitz le 14 novembre 2003. Cependant, il est difficile de déterminer sa forme en raison de sa distance. Des mesures spectroscopiques ont montré que la composition de sa surface est similaire à celle d'autres objets transneptuniens : elle est majoritairement composée d'un mélange de glaces d'eau, de méthane et d'azote avec du tholin. Sa surface est l'une des plus rouges du Système solaire.
Sedna couvre son orbite en approximativement 12 000 ans et son périhélie est situé à environ 76 unités astronomiques du Soleil. Ces deux paramètres étant exceptionnellement élevés, son origine est incertaine. Le Centre des planètes mineures considère en 2010 que Sedna est un objet épars, un groupe d'objets placés sur des orbites exceptionnellement allongées par l'influence gravitationnelle de Neptune. Cependant, ce classement est contesté car Sedna n'a jamais été située suffisamment proche de Neptune pour avoir subi une influence significative. Certains astronomes pensent donc que Sedna est le premier membre connu du nuage d'Oort intérieur. D'autres astronomes pensent que Sedna pourrait avoir été déplacée vers son orbite actuelle par une étoile passant à proximité du Soleil, notamment une étoile de l'amas originel du Soleil, ou aurait été capturée dans un autre système planétaire. Une autre hypothèse est que son orbite pourrait être une preuve de l'existence d'une planète au-delà de Neptune.

## Désignation, nom et symbole
À la suite de sa découverte, le 14 novembre 2003, Sedna a reçu la désignation provisoire 2003 VB12.
Sedna a officiellement reçu ce nom le 28 septembre 2004, dans la Minor Planet Circular 52771 avec cette citation de nommage :

« Sedna est la déesse inuite de la mer et la mère de toutes les créatures marines. Elle récompense le peuple de la terre avec de la nourriture de la mer. Sans sa bénédiction, la chasse échoue et les gens meurent de faim. Elle est par conséquent l'une des figures les plus importantes dans la légende inuite. »

Certains astrologues utilisent le symbole  pour représenter Sedna.

## Histoire

### Découverte

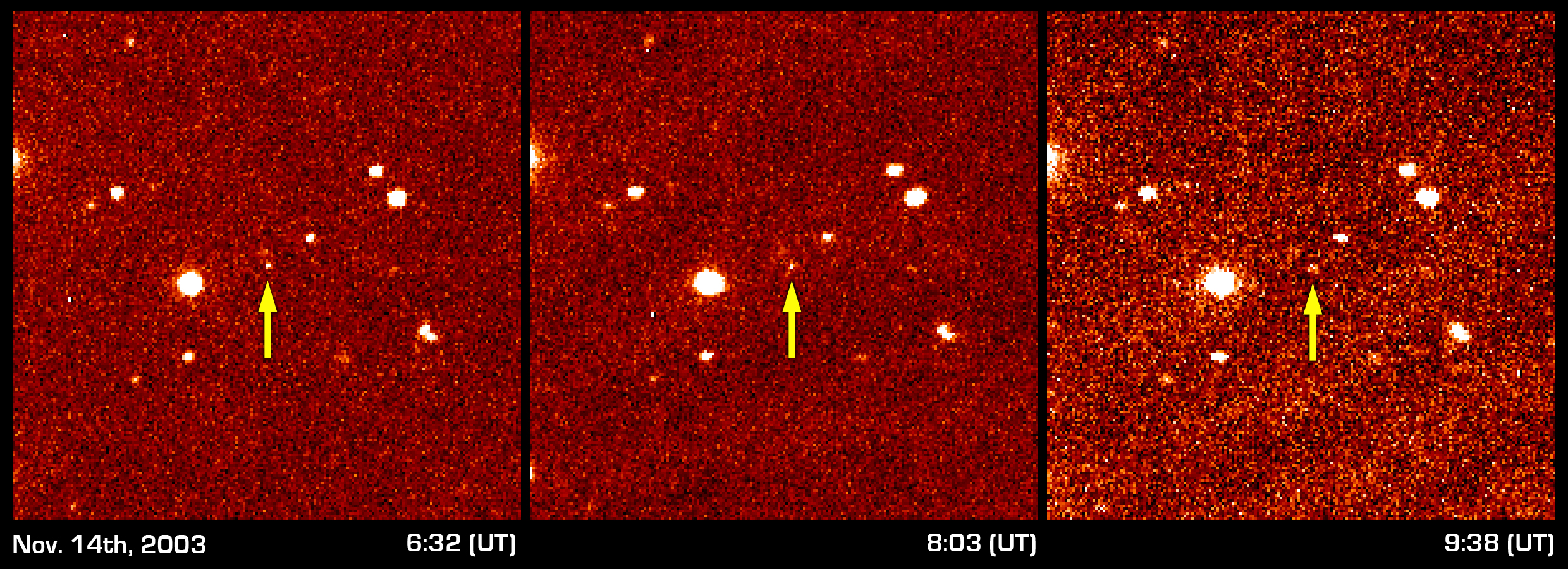
Photos de Sedna lors de sa découverte.

Sedna (provisoirement désignée 2003 VB12) fut découverte par Mike Brown (Caltech), Chadwick Trujillo (observatoire Gemini) et David Rabinowitz (université Yale) lors de la campagne menée à partir de 2001 avec la caméra QUEST de Yale du télescope Samuel Oschin de l'observatoire Palomar situé près de San Diego (Californie, États-Unis). Ils découvrirent le 14 novembre 2003 un objet se déplaçant d'environ 4,6 secondes d'arc par rapport aux étoiles en 3,1 heures et par conséquent situé à une distance d'environ 100 au. Des observations subséquentes effectuées en novembre et décembre 2003 avec le télescope SMARTS du Cerro Tololo Inter-American Observatory (Région de Coquimbo, Chili) et le télescope Tenagra IV de l’observatoire W. M. Keck (Hawaï) mirent en évidence l'orbite extrêmement elliptique de l'objet. Plus tard, l'objet fut identifié sur de vieilles images prises au télescope Samuel Oschin ainsi que sur d'autres du projet Near Earth Asteroid Tracking. Ces photographies plus anciennes fournirent la position de Sedna sur une plus grande proportion de son orbite et permirent ainsi de calculer les paramètres de cette orbite plus précisément.

### Impact de la découverte
Dans un premier temps, en raison de son caractère insaisissable, l'objet fut surnommé le « Hollandais volant » (Flying Dutchman ou plus simplement Dutch), du nom du plus célèbre des bateaux fantômes, avant de recevoir un nom issu des mythologies du nouveau monde chères à Mike Brown, dont il tira déjà le nom de Quaoar, par opposition aux anciennes mythologies du vieux monde gréco-latin. « L'objet que nous venons de découvrir est l'endroit le plus froid et le plus distant connu du Système solaire » déclara Mike Brown sur son site internet, « donc nous pensons qu'il est approprié de le nommer en l'honneur de Sedna, la déesse inuite de la mer, qui [selon la mythologie] vivrait dans les profondeurs glaciales de l'océan Arctique »,. Brown suggéra également au Centre des planètes mineures de l'Union astronomique internationale que tous les objets découverts dans la région orbitale de Sedna soient nommés d'après des entités issues de mythologies arctiques. L'équipe rendit le nom Sedna public avant que l'objet ait été officiellement numéroté. Brian Marsden, qui dirigeait le Minor Planet Center, se plaignit qu'une telle action constituât une violation du protocole qui aurait pu inciter certains membres de l'UAI à s'opposer à la désignation proposée. Cependant, il n'y eut aucune opposition et aucun autre nom ne fut suggéré. Le Committee on Small Body Nomenclature de l'UAI accepta formellement ce nom en septembre 2004. Ce comité affirma par ailleurs que, dans l’avenir et pour des objets d'un intérêt exceptionnel, elle pourrait accepter que de tels objets soient nommés avant d'avoir été officiellement numérotés, et qu'elle allait mettre à jour ses directives.
L'astronome Mike Brown, codécouvreur de Sedna et des planètes naines Éris, Hauméa et Makémaké, a affirmé en 2006 que Sedna était l'objet transneptunien le plus important scientifiquement trouvé jusqu'à cette date car la compréhension de son orbite particulière fournirait des informations de valeur sur l'origine et l'évolution initiale du Système solaire. Au moment de sa découverte, Sedna a été le plus grand objet découvert dans le Système solaire depuis la découverte de Pluton. Depuis, de plus grands objets (planètes naines) ont été découverts, comme (136199) Éris. À plus faible raison qu'Éris, Sedna a joué un rôle dans la prise de conscience des astronomes de l'urgence d'une définition claire d'une planète. Ainsi Sedna a paradoxalement contribué à la nouvelle définition qui a ramené le nombre de planètes du Système solaire à huit, alors qu'elle-même a quelquefois été surnommée la dixième planète.

## Orbite et période de rotation

L'orbite de Sedna (en rouge), comparée à celles de Jupiter (orange), Saturne (jaune), Uranus (vert), Neptune (bleu) et Pluton (violet).

Sedna a une période orbitale comprise entre 11 800 et 12 100 ans, soit la plus élevée des objets connus du Système solaire à l'exception de quelques comètes. Ces valeurs correspondent à la meilleure solution par la méthode d'ajustement de courbe car Sedna n'a pour l'instant été observée que sur une partie très restreinte de son orbite. Son orbite est extrêmement elliptique, son aphélie étant estimé à 960 au et son périhélie à 76 au. Lors de sa découverte, Sedna était située à une distance de 89,6 au du Soleil et se rapprochait de son périhélie : c'était alors l'objet du Système solaire le plus éloigné jamais observé. La même campagne découvrit par la suite Éris à une distance de 97 au. Bien que les orbites de certaines comètes à longue période s'étendent à des distances plus lointaines que celle de Sedna, elles ne peuvent être observées qu'à proximité de leur périhélie situé dans le Système solaire intérieur en raison de leur faible luminosité. Lorsque Sedna approchera de son périhélie entre la fin 2075 et la mi-2076, le Soleil ne devrait pas être plus gros qu'une étoile brillante dans le ciel de celle-ci : à l’œil nu, il serait alors ponctuel car trop petit pour être vu comme un disque et seulement 100 fois plus brillant que la pleine lune sur Terre.
Lors de la découverte de Sedna, sa période de rotation fut estimée entre 20 et 50 jours, soit une valeur inhabituellement longue. Les scientifiques supposèrent que sa période de rotation aurait été ralentie par l'impact gravitationnel d'un grand compagnon binaire, similaire aux effets de Charon sur Pluton. Des observations de Hubble en mars 2004 ne permirent pas d'identifier de satellites,. Des mesures ultérieures depuis le télescope MMT suggèrent une période de rotation de 10 heures, typique pour les objets de cette taille.

## Caractéristiques

### Surface

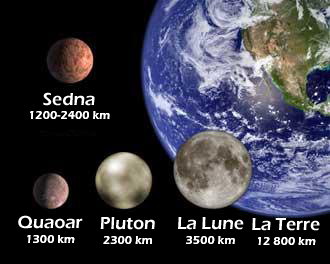
Comparaison de la taille de Sedna avec celle d'autres objets.

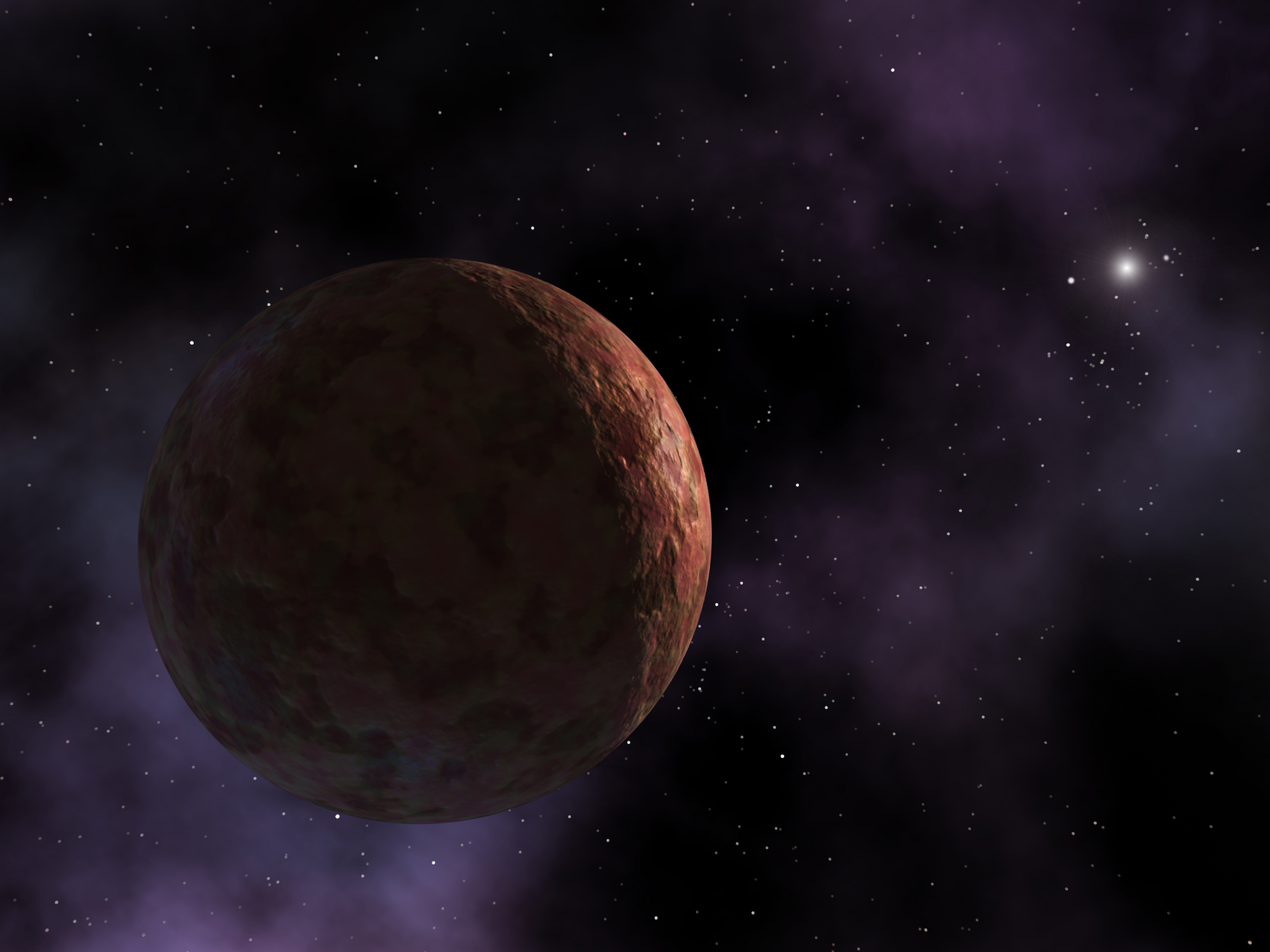
Vue d'artiste de Sedna.

Des observations du télescope SMARTS montrent qu'en lumière visible Sedna est un des objets les plus rouges du Système solaire, presque autant que Mars. Chad Trujillo et ses collègues suggèrent que la couleur rouge foncé de Sedna est due à une couche superficielle de boue d'hydrocarbure, ou tholin, qui se serait formée à partir de molécules organiques simples à la suite d'une longue exposition à des rayonnements ultraviolets. La couleur et le spectre de sa surface sont homogènes, ce qui serait peut-être dû au fait que, contrairement aux objets plus proches du Soleil, Sedna est rarement percutée par d'autres corps qui rendraient visibles des plaques de glace fraîche à l'image de celles présentes sur (8405) Asbolos. Sedna et deux autres objets très distants (2000 OO67 et 2006 SQ372) sont de la même couleur que les cubewanos et le centaure (5145) Pholos, ce qui laisse supposer qu'ils se sont formés dans la même région
Trujillo et ses collègues ont calculé que les limites supérieures des taux de méthane et de glace d'eau à la surface de Sedna sont respectivement de 60 % et 70 %. La présence de méthane est un argument en faveur de l'existence de tholins à la surface de Sedna car ces derniers sont produits par l'irradiation du méthane. Barucci et ses collègues ont comparé le spectre de Sedna à celui de Triton et ont détecté des raies d'absorption de faible intensité correspondant aux glaces de méthane et d'azote. En se basant sur ces observations, ils suggérèrent que la surface de Sedna est composée de 24 % de tholins du type de ceux présents sur Triton, 7 % de carbone amorphe, 10 % d'azote, 26 % de méthanol et 33 % de méthane. La présence de glaces de méthane et d'eau fut confirmée en 2006 par des mesures photométriques dans l'infrarouge moyen par le satellite Spitzer. La présence d'azote sur la surface suggère la possibilité que Sedna pourrait posséder une atmosphère, au moins pour une courte durée. Une période de 200 ans existe autour de son périhélie durant laquelle la température de la surface de Sedna pourrait dépasser 35,6 K, la température minimale de sublimation du diazote (de solide à gaz). Par contre, son gradient spectral dans le rouge foncé indique une concentration élevée de matériaux organiques à sa surface, et les raies d'absorption du méthane peu intenses indiquent que le méthane à la surface de Sedna est ancien et non pas fraîchement déposé. Cela signifie que Sedna est trop froid pour que le méthane s'évapore de sa surface et retombe sous forme de neige comme cela se produit sur Triton et probablement Pluton.

### Température
La température de Sedna en surface est inférieure à -240 °C.

### Dimensions
Sedna a une magnitude absolue (H) de 1,6 et un albedo estimé entre 0,16 et 0,30, ce qui permet de calculer un diamètre entre 1 200 et 1 600 km. Au moment de sa découverte, c'était l'objet le plus grand découvert dans le Système solaire depuis la découverte de Pluton en 1930. Mike Brown et ses collègues estiment désormais que c'est le cinquième plus grand objet transneptunien après Pluton, Éris, Makémaké et Hauméa,. En 2004, les découvreurs estimèrent la limite supérieure du diamètre de Sedna à 1 800 km, qui fut révisée à 1 600 km après des observations de Spitzer. En 2012, de nouvelles études basées sur l'infrarouge, montrent que Sedna ne ferait que 43 % de la taille de Pluton avec 995 kilomètres de diamètre (soit moins que Charon, la plus grande des lunes de Pluton).
Sedna n'ayant pas de satellite connu, il est très difficile d'estimer sa masse. Cependant, si l'on suppose que Sedna a une densité comparable à celle de Pluton (2,0 g/cm3), l'intervalle de diamètre permet de calculer une masse comprise entre 1,8 et 4,3 × 1021 kg.

## Origine

Vue d'artiste de la surface de Sedna avec la Voie lactée et le Soleil.

Dans l'article annonçant la découverte de Sedna, Mike Brown et ses collègues affirmèrent qu'ils observaient le premier corps du nuage de Oort, le nuage hypothétique de comètes qui se situerait entre environ 2 000 et 50 000 au du Soleil. Ils observèrent qu´à la différence des objets épars comme Éris, le périhélie de Sedna (76 au) est trop distant pour que l'influence gravitationnelle de Neptune ait joué un rôle durant l'évolution de Sedna. Sedna étant beaucoup plus proche du Soleil que prévu pour les objets du nuage de Oort et son inclinaison étant proche de celle des planètes et de la ceinture de Kuiper, les auteurs considérèrent que Sedna était un « objet du nuage de Oort intérieur » (« inner Oort cloud object »), situé sur le disque situé entre la ceinture de Kuiper et la partie sphérique du nuage,.
Si Sedna s'est formée dans sa position actuelle, le disque protoplanétaire du Soleil devait s'étendre jusqu'à 11 milliards de kilomètres (soit environ 76 au, la distance au Soleil du périhélie de Sedna). L'orbite initiale de Sedna était probablement circulaire car, dans le cas contraire, il n'aurait pas pu se former par accrétion de petits corps ; en cas d'orbite non circulaire, les vitesses relatives entre les corps auraient engendré des collisions destructrices et non agrégatrices. En conséquence, Sedna a sans doute été déviée de son orbite initiale vers son excentricité actuelle par l'influence gravitationnelle d'un autre objet. Dans leur article initial, Brown, Rabinowitz et leurs collègues suggèrent trois causes possibles à l'orbite actuelle de Sedna : une planète non détectée située au-delà de la ceinture de Kuiper, une étoile solitaire en transit à proximité du Soleil ou une des étoiles jeunes de la nébuleuse dans laquelle s'est formé le Soleil.
Mike Brown et son équipe pensent que Sedna fut déplacée vers son orbite actuelle par une étoile de l'amas originel du Soleil car son aphélie, relativement faible (1 000 au) par rapport à celui des comètes à longue période, n'est pas assez distant pour avoir été affecté par les étoiles s'approchant du Soleil de temps à autre compte tenu de la distance à laquelle elles passent. Ils estiment que l'orbite de Sedna est plus facilement explicable en supposant que le Soleil s'est formé dans un amas ouvert de quelques étoiles qui se sont éloignées les unes des autres avec le temps,,. Cette hypothèse a également été avancée par Alessandro Morbidelli et Scott J. Kenyon,. Des simulations informatiques menées par Julio Ángel Fernández et Adrian Brunini suggèrent que plusieurs étoiles d'un tel amas passant à faible distance déplaceraient de nombreux objets sur des orbites similaires à celle de Sedna. Une étude de Morbidelli et Hal Levison suggère que l'explication la plus probable à l'orbite de Sedna est qu'elle a été perturbée par un proche passage d'une autre étoile (à environ 800 au), qui se serait produit durant les 100 premiers millions d'années d'existence du Système solaire,.
L'hypothèse de l'existence d'une planète transneptunienne a été avancée sous différentes formes par un certain nombre d'astronomes, parmi lesquels Gomes et Patryk Lykawka. Dans un de ces scénarios, l'orbite de Sedna aurait été modifiée par un corps planétaire situé dans le nuage de Oort intérieur. Des simulations récentes montrent que les caractéristiques orbitales de Sedna pourraient être expliquées par un objet de masse neptunienne situé à une distance inférieure ou égale à 2 000 au, par un objet de masse jovienne à 5 000 au ou par un objet de masse terrestre à 1 000 au,. Des simulations informatiques de Patryk Lykawka suggèrent que l'orbite de Sedna pourrait avoir été causée par un objet d'une taille proche de celle de la Terre qui aurait été éjecté vers l'extérieur par Neptune au début de la formation du Système solaire et qui serait actuellement situé dans une orbite allongée entre 80 et 170 au du Soleil. Les différentes campagnes de recherche de Mike Brown n'ont pas détecté d'objet de ce type à une distance inférieure à 100 au. Il est cependant possible qu'un tel objet ait été éjecté hors du Système solaire après la formation du nuage de Oort intérieur.
Certains scientifiques pensent que l'orbite de Sedna est due à l'influence d'un grand compagnon binaire du Soleil situé à des milliers d'unités astronomiques. Un des compagnons possibles est Némésis, un compagnon hypothétique peu lumineux dont l'existence expliquerait la périodicité des extinctions massives de la Terre par des impacts cométaires, les impacts situés sur la Lune et les caractéristiques orbitales proches d'un certain nombre de comètes à longue période,. Cependant, à ce jour (2010), aucune preuve directe de l'existence de Némésis n'a jamais été trouvée. John J. Matese et Daniel P. Whitmire, des partisans de longue date de l'existence d'un grand compagnon au Soleil, ont suggéré qu'un objet ayant une masse d'environ cinq fois celle de Jupiter et situé à environ 7 850 au (environ 1,17x1012 km) du Soleil pourrait produire un corps ayant l'orbite de Sedna.
La découverte de 2012 VP113, en raison de la similitude de leurs orbites elliptiques, rajoute du crédit à cette thèse.
Morbidelli et Kenyon ont suggéré en 2004 que Sedna pourrait avoir été formée dans un autre système planétaire, plus précisément autour d'une naine brune vingt fois moins massive que le Soleil, puis avoir été capturée par le Soleil lorsque les deux étoiles se sont croisées,.

## Population

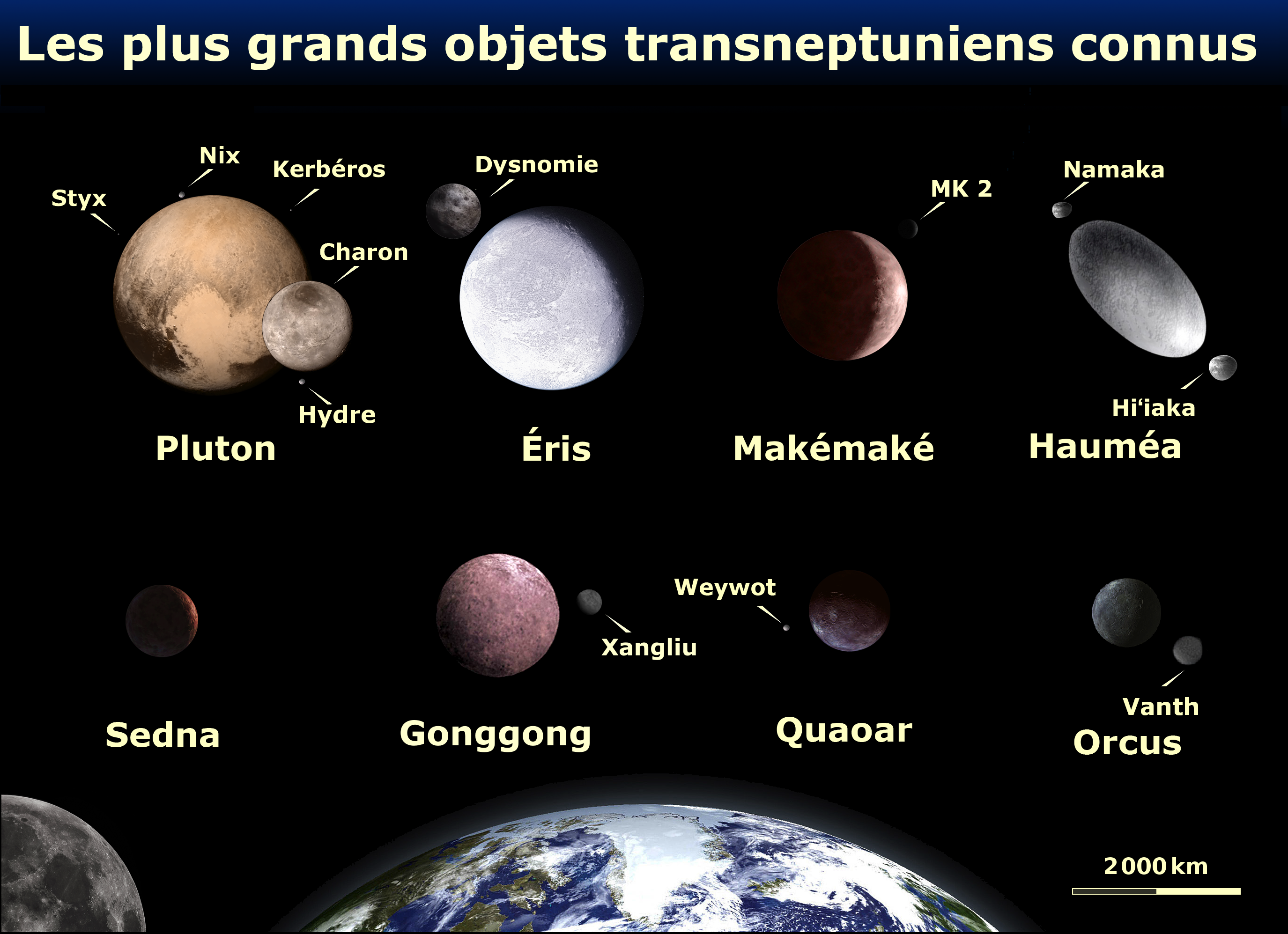
Les plus grands objets transneptuniens connus.

En raison de son orbite très elliptique, la probabilité de détecter Sedna était d'environ 1 sur 60. En conséquence, à moins que sa découverte ne soit due à un coup de chance, entre 40 et 120 objets de la taille de Sedna pourraient exister dans cette région. Un autre objet, (148209) 2000 CR105, se déplace sur une orbite similaire bien que moins extrême que celle de Sedna (périhélie à 44,3 au, aphélie à 394 au et période orbitale de 3 240 années) et pourrait avoir connu une évolution similaire à celle de Sedna.
L'orbite de Sedna peut être expliquée par différents mécanismes, chacun ayant des implications différentes sur la structure et la dynamique des populations d'objets similaires à Sedna. Si une planète transneptunienne est en cause, tous les objets de cette population auront le même périhélie (~80 au). Si Sedna a été capturée dans un autre Système solaire en rotation dans la même direction que le nôtre, tous les objets de cette population auraient de faibles inclinaisons et possèderaient des demi-grands axes entre 100 et 500 au. Si Sedna a été capturée dans un autre Système solaire en rotation dans la direction opposée au nôtre, deux populations se seraient formées, une avec de faibles inclinaisons et l'autre avec des inclinaisons élevées. Si des interactions gravitationnelles avec d'autres étoiles étaient à l'origine de cette population, les objets de cette population présenteraient des périhélies et des inclinaisons très différents les uns des autres et qui dépendraient notamment du nombre et de l'angle de telles interactions.
Parvenir à observer un nombre important d'objets de cette population permettrait de trancher entre les différents scénarios. « J'appelle Sedna un témoignage fossile du jeune Système solaire », affirme Brown en 2006. « Dans l’avenir, quand d'autres témoignages fossiles auront été trouvés, Sedna nous aidera à comprendre comment le Soleil s'est formé et le nombre d'étoiles dans son voisinage à ce moment-là »,. Une campagne d'observations menée en 2007-2008 par Brown, Rabinowitz et Megan Schwamb chercha à détecter un autre membre de la population hypothétique à laquelle appartient Sedna. Bien que les observations aient été sensibles à des mouvements aussi lointains que 1 000 au et aient permis de découvrir Gonggong, aucun objet similaire à Sedna ne fut découvert. De nouvelles simulations intégrant ces données suggèrent qu'il existe probablement environ 40 objets de la taille de Sedna dans cette région.

## Classification
Le Centre des planètes mineures, qui catalogue officiellement les objets du Système solaire, classe Sedna parmi les objets épars. Cependant, ce classement est fortement contesté et de nombreux astronomes suggèrent que Sedna et une poignée d'autres objets (par exemple 2000 CR105) soient placés au sein d'une nouvelle catégorie d'objets distants créée pour eux et qui s'appellerait disque des objets épars étendus (E-SDO), objets détachés, objets détachés distants (DDO) ou épars-étendus dans la classification formelle du Deep Ecliptic Survey.
La découverte de Sedna relança le débat sur la définition du terme planète. Le 15 mars 2004, des articles de presse grand public reportèrent la découverte d'une dixième planète. L'Union astronomique internationale adopta le 24 août 2006 une définition afin de trancher la question; celle-ci établit qu'une planète a nettoyé le voisinage de son orbite. Sedna a un paramètre de Stern-Levison Λ qui serait très inférieur à 1 et par conséquent n'aurait pas nettoyé son orbite, bien qu'à ce jour (2010) aucun autre objet n'a été découvert dans son voisinage. Sedna aura le droit au titre de planète naine s'il est prouvé qu'il est en équilibre hydrostatique. Sedna n'est pas assez lumineux pour prouver que sa magnitude absolue est supérieure à +1, le seuil de luminosité minimale défini par l'UAI pour qu'un objet transneptunien soit qualifié de planète naine. Cependant, Sedna est suffisamment lumineuse pour que les scientifiques s'attendent à ce que ce soit une planète naine une fois que des mesures plus précises auront été effectuées.

## Comparaison d'orbites

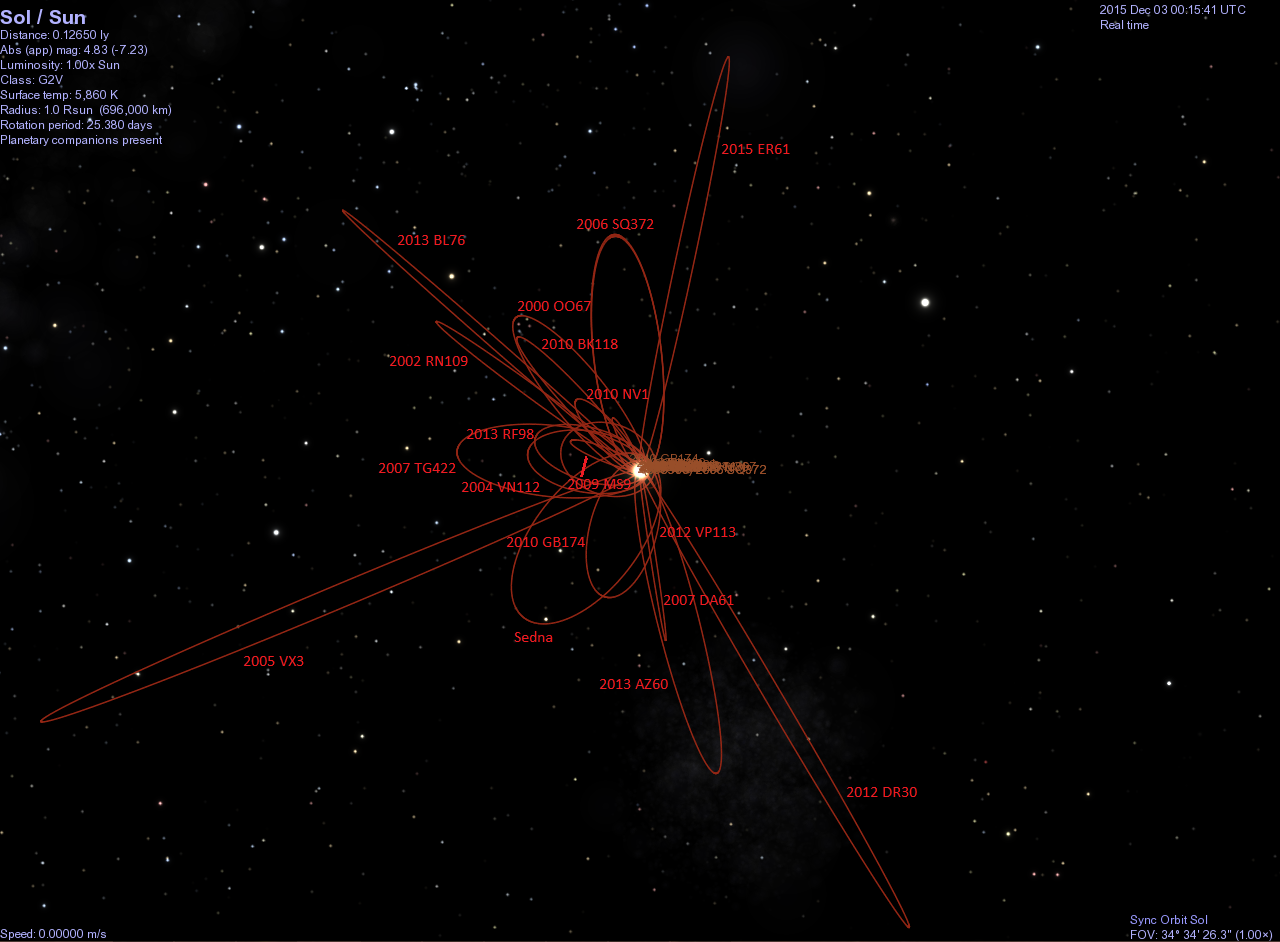
Orbite de Sedna comparée à celles d'autres objets très distants,,, (orbite fausse),,,,,,,,,,,,,, 2015 ER_{61}.

## Exploration
Sedna atteindra son périhélie vers 2075-2076. Ce point fournit la meilleure opportunité de l'étudier et ne se reproduira pas avant 12 000 ans. Bien que l’objet soit mentionné sur le site d'exploration du Système solaire de la NASA, celle-ci n'envisageait pas de mission en 2015. Il a été cependant calculé qu'une mission de survol de Sedna pourrait prendre 24,48 années en utilisant l'assistance gravitationnelle de Jupiter et en se basant sur une date de lancement au 6 mai 2033 ou au 23 juin 2046. Sedna serait alors respectivement distante du Soleil de 77,27 ou 76,43 au à l'arrivée de la sonde spatiale.